# 頜翼龍屬
頜翼龍屬（屬名：Gnathosaurus）意為「頜部蜥蜴」，是翼龍目梳頜翼龍科的一屬。頜翼龍的翼展估計約1.7公尺寬，頭顱骨長度為28公分。頜翼龍擁有將近130顆針狀牙齒，排列於匙狀嘴巴的後部。頜翼龍的下頜碎片是在1832年於德國南部的索倫霍芬石灰岩層發現，並曾誤認為是鱷魚下頜的碎片。直到一個世紀後，1951年發現了一個頜翼龍的頭顱骨，才發現牠們屬於翼龍類。

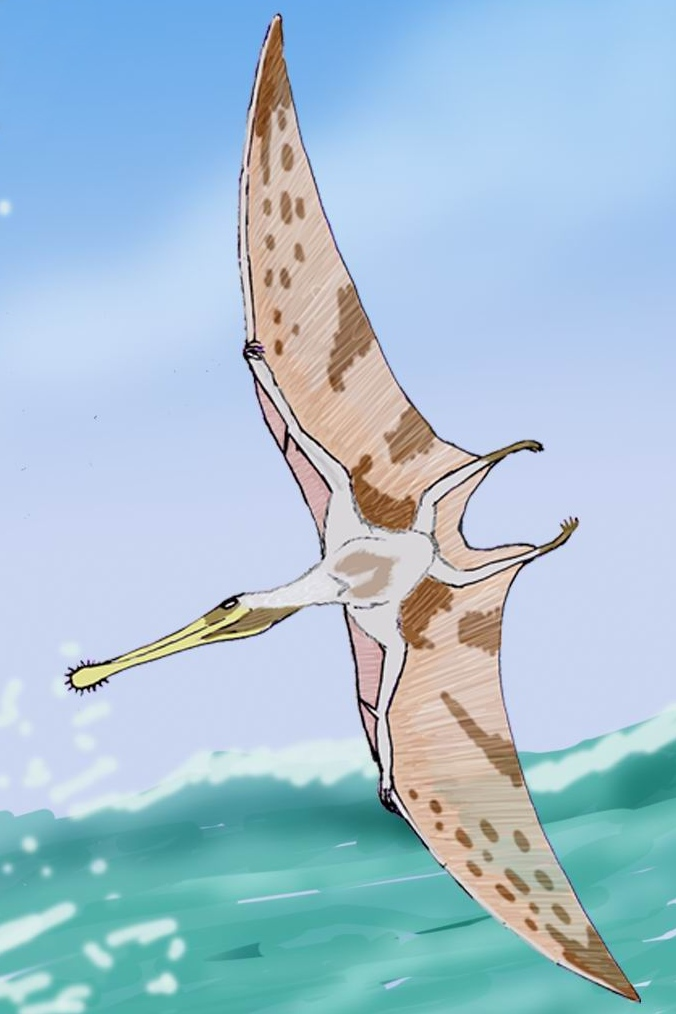
复原图

關於頜翼龍的食性是完全根據假設。牠們的牙齒排列成匙狀，可能用來過濾水中的小型動物。
數個古生物學家，例如克里斯多福·班尼特（Christopher Bennett），提出翼手龍的一個體型嬌小種（Pterodactylus micronyx），其實是頜翼龍的幼年個體。

## 外部連結
- http://www.pterosaur.co.uk （页面存档备份，存于）